# Sommerschafweide in Kapellenäcker
Das Gebiet Sommerschafweide in Kapellenäcker ist ein vom Landratsamt Münsingen am 31. Mai 1955 durch Verordnung ausgewiesenes Landschaftsschutzgebiet auf dem Gebiet der Gemeinde Hohenstein.

## Lage
Das nur etwa 4,6 Hektar große Landschaftsschutzgebiet liegt etwa 1,5 Kilometer östlich des Ortsteils Oberstetten. Es gehört zum Naturraum Mittlere Kuppenalb.
Geologisch stehen die Formationen des Unteren Massenkalks des Oberjura an.

## Landschaftscharakter
Die einstige Schafweide ist heute durch Aufforstung weitgehend bewaldet. Lediglich im Osten des Gebiets befindet sich eine größere Waldlichtung.